# Bataille du pont de la Sittang
Théâtre d'Asie du Sud-Est de la Seconde Guerre mondiale
Batailles
Invasion japonaise de la Birmanie :
- Rivière Bilin
- Pont de la Sittang
- Pégou
- Barrage routier de Taukkyan
- Route Yunnan-Birmanie (Tachiao
- Oktwin
- Taungû)
- Shwedaung
- Prome
- Yenangyaung

Opérations en Birmanie (1942-1943) :
- Arakan
- The Hump
- Chindits
- Nord de la Birmanie et ouest du Yunnan

Opérations en Birmanie en 1944 :
- Chindits (2)
- Admin Box
- U-Go (Imphal
- Sangshak
- Court de tennis
- Kohima)
- Myitkyina
- Mogaung
- Mont Song

Opérations en Birmanie (1944-1945) :
- Meiktila et Mandalay
- Pakokku et Irrawaddy
- Colline 170
- Île de Ramree
- Tanlwe Chaung
- Dracula
- Elephant Point
- Coude de la Sittang

La bataille du pont de la Sittang est une bataille de la campagne de Birmanie pendant la Seconde Guerre mondiale.
S'étant déroulée du 19 février au 23 février 1942, elle voit la victoire de l'armée impériale japonaise face à l'Armée indienne britannique ayant subi de nombreuses pertes, et contrainte de battre en retraite dans le désarroi. Le brigadier Sir John George Smyth — qui commandait l'armée indienne britannique sur le pont de Sittang — l'appelait « le désastre de Sittang ».

## Histoire
Le pont Sittang était un pont ferroviaire en fer s'étendant sur plusieurs centaines de mètres sur le fleuve Sittang, près de la côte sud de la Birmanie (aujourd'hui Myanmar). La 17e division d'infanterie indienne avait donné « tout ce qu'elle avait » à la bataille de la rivière Bilin et était déjà affaiblie. Maintenant en retraite, ils reçurent finalement l'autorisation de se retirer à travers le Sittang le 19 février. Ils parvinrent à se désengager de l'ennemi sous le couvert de la nuit et reculèrent de 30 milles (50 km) vers l'ouest le long de la piste qui mène au pont.
Les 214e et 215e régiments japonais avancèrent dans le but de couper les forces britanniques à Sittang. Le lieutenant-général William Slim (plus tard le maréchal Sir William Slim), qui prit le commandement du théâtre birman peu après la fin de la bataille, qualifia le pont de Sittang de « bataille décisive de la première campagne ».